# دانيال كيس
دانيال كيس هو لاعب كرة قدم سلوفاكي، ولد في 14 أبريل 1984 في غالنتا في سلوفاكيا. لعب مع ليفسكي صوفيا ونادي بيترزالكا ونادي سلوفان براتيسلافا.

## وصلات خارجية
- دانيال كيس على موقع قاعدة بيانات كرة القدم.إي يو (الإنجليزية)